# 耶路撒冷希腊正教牧首区
耶路撒冷希腊正教牧首区（希臘語：Ελληνορθόδοξο Πατριαρχείο Ιεροσολύμων），是東正教的自治教会之一。它成立於5世紀中葉，是基督教世界最古老的宗主教區之一，總部位於耶路撒冷聖墓教堂，由耶路撒冷牧首（現任塞奥菲鲁斯三世）領導。 宗主教區的教會管轄範圍包括巴勒斯坦、約旦和以色列聖地的大約20萬至50萬名東正教基督徒。
宗主教管轄下的東正教基督徒大多是巴勒斯坦人和約旦人，少數是俄羅斯人、羅馬尼亞人、和喬治亞人。 然而，教會的等級制度由希臘神職人員主導，這一直是反覆出現的緊張和爭議的根源。一場始於19世紀的教會阿拉伯化運動被稱為阿拉伯東正教運動（Arab Orthodox Movement）。教堂是基督教幾個聖地的守護者，包括據說耶穌出生的伯利恆的聖誕教堂和耶路撒冷的聖墓教堂，其中包括耶穌被釘十字架的傳統地點以及據信他復活的空墓。

## 外部鏈接
- （英文）官方网站
- （英文）Article on the Jerusalem Patriarchate by Ronald Roberson on the CNEWA website （页面存档备份，存于）